# 7Y busz (Szolnok)
A szolnoki 7Y jelzésű autóbusz a Tóth Árpád út és  a Vasútállomás között közlekedik, kizárólag egy irányban. A járatot a Volánbusz üzemelteti.

## Útvonala
| Vasútállomás felé |
| --- |
| Tóth Árpád út vá. – Tóth Árpád utca – Vörösmező utca – Simon Ferenc utca – Karinthy Frigyes út – Kertész utca – Szabadság tér – Kossuth Lajos út – Baross utca – Vasútállomás vá. |

## Megállóhelyei
Az átszállási kapcsolatok között az azonos útvonalon közlekedő 28-as busz nincs feltüntetve.
| 0  | Tóth Árpád út induló végállomás | |
| 1  | Ménes utca                      | 8Y, 27, 38, 41 |
| 2  | Gázcseretelep                   | 7, 8, 8Y, 27, 38, 41 |
| 3  | Lengyel Antal tér               | 7, 8, 27, 41 |
| 4  | Kiss János utca                 | 7, 8, 27, 41 |
| 6  | Simon Ferenc út                 | 7, 8, 27, 41 Helyközi buszok |
| 8  | Kassák Lajos utca               | 7, 8, 27, 41 |
| 9  | Repülőtér bejárati út           | 7, 8, 27, 41 Helyközi buszok Távolsági járatok |
| 10 | Krúdy Gyula utca                | 7, 8, 27 |
| 12 | Szilvás utca                    | 7, 8, 8Y, 27, 38, 41 Helyközi buszok |
| 13 | Barack utca                     | 7, 8, 8Y, 27, 38, 41 |
| 14 | Sportrepülőtér                  | 7, 8, 8Y, 27, 38, 41 |
| 16 | Kertváros (Tiszavirág utca)     | 7, 8, 8Y, 27, 41 |
| 17 | Bevásárlópark                   | 7, 8, 8Y, 27, 41 Helyközi buszok |
| 19 | Tiszaliget                      | 6, 6Y, 7, 8, 8Y, 17, 27, 37 Helyközi buszok |
| 21 | Szabadság tér                   | 2, 2Y, 6, 6Y, 7, 8, 8Y, 15Y, 17, 27, 34B |
| 23 | Szapáry út                      | 1, 1A, 1Y, 2, 2Y, 6, 6Y, 7, 8, 8Y, 9, 11, 15Y, 17, 20, 21, 23, 27 |
| 25 | Móricz Zsigmond utca            | 2, 2Y, 6, 6Y, 7, 8, 8Y, 11, 15Y, 17, 21, 27 |
| 26 | Jólét ABC                       | 2Y, 6, 6Y, 7, 8, 8Y, 11, 15Y, 17, 21, 27 |
| 28 | Vasútállomás érkező végállomás  | 2Y, 6, 6Y, 7, 8, 8Y, 13, 13Y, 14, 15, 15Y, 16, 17, 24, 24A, 27, 33, 38 Helyközi buszok S50 G50 Z50 S60 G60 Z60 S220 S820 IC, EC, EN, sebesvonat, gyorsvonat, expresszvonat |